# Zebrias fasciatus
Zebrias fasciatus és un peix teleosti de la família dels soleids i de l'ordre dels pleuronectiformes que es troba a les costes del nord-oest del Pacífic.